# Fogaras-gyulafehérvári görögkatolikus püspökök listája
A Fogaras-Gyulafehérvári görögkatolikus főegyházmegye  élén álló püspököket a hivatali idő sorrendjében az alábbi lista tartalmazza:
| Név | Tisztségviselés ideje                   | Megjegyzés |
| --- | --------------------------------------- | --- |
| Atanasie Anghel Popa | 1697. szeptember – 1713. augusztus 19.  | |
| 1713 – 1714: Wenceslaus Franz titkárt több ízben is megválasztották, de a császár nem hagyta jóvá |                                         | |
| Ioan Giurgiu de Patak | 1715. december 23. – 1727. október 29.  | |
| 1728 – 1729: Fitter Ádám igazgató látta el a feladatokat |                                         | |
| Inocențiu Micu-Klein | 1729. február 25. – 1751. május 10.     | |
| Petru Pavel Aron | 1752. február 28. – 1764. március 9.    | |
| Atanasie Rednic | 1764. ősz – 1772. május 2.              | |
| Grigore Maior | 1772. október 27. – 1782. augusztus 12. | |
| Ioan Bob | 1782. október 21. – 1830. október 2.    | |
| 1830 – 1832: Demetriu Caian káptalani helynök |                                         | |
| Ioan Lemeni | 1832. augusztus 23. – 1850. március     | |
| Alexandru Sterca-Șuluțiu | 1850. november 18. – 1867. szeptember 7 | 1850. december 12-én I. Ferenc József az egyházmegyét metropolia rangra emelte, így a továbbiakban az egyházmegye elöljárója érsek-metropolita.                                                                |
| 1867 – 1868: Constantin Alutan illetve Timotei Cipariu káptalani helynök |                                         | |
| Ioan Vancea | 1868. november 21. – 1892. július 31.   | |
| 1892. augusztus 4. – 1895. május 26.: Ioan Micu Moldovanu káptalani helynök |                                         | |
| Victor Mihaly de Apșa | 1894. november 9. – 1928. január 21.    | |
| Vasile Suciu | 1919. augusztus 9. – 1935. január 25.   | |
| Alexandru Nicolescu | 1936. augusztus 29. – 1941. június 5.   | |
| 1941. július 25. – 1946. március: Valeriu Traian Frențiu administrator apostolicus |                                         | |
| Alexandru Rusu | 1946. március                           | A román kormány nem ismerte el. |
| 1946 – 1989: A román kormány 1948. december 1-jén megszűntnek nyilvánította a görögkatolikus egyházat. Az egyházmegyét előbb Ioan Suciu administrator apostolicus, majd titkos ordinarius substitutis-ok vezették: - Victor Macevei (1948), - Iuliu Moga (1948-ban néhány hét és 1952), - Gheorghe Dănilă (1948–1950), - Iuliu Arieșeanu (1950. április 25-ősz), - Alexandru Todea (1950–51, 1964–1969), - Simion Crișan (1951–1952), - Augustin Folea (1958?). A rendeletet a Nemzeti Megmentési Front Tanácsa 1989. december 31-én érvénytelenítette. |                                         | |
| Alexandru Todea | 1986. március 14. – 1994                | |
| Lucian Mureșan | 1994. július 4. –                       | 2005. december 16-án XVI. Benedek pápa nagyérseki egyháznak nyilvánította a román görögkatolikus egyházat, ezzel a fogaras-gyulafehérvári egyházmegye elöljárója a katolikus egyház négy nagyérsekének egyike. |